# Julie Rydahl Bukh
Pour les articles homonymes, voir Rydahl.
Julie Rydahl Bukh, née le 9 janvier 1982, est une footballeuse danoise qui évolue au poste de milieu de terrain.

## Biographie

### Carrière en club
Julie Rydahl Bukh remporte six championnats du Danemark de football féminin successifs avec Brøndby IF avant de s'engager avec le club suédois du Linköpings FC, aux côtés de Cathrine Paaske-Sørensen (en) en novembre 2008.